# Pastor de Anatolia
El Pastor de Anatolia es una "raza" mestiza de perro fruto del cruce de varias razas originarias de Turquía, llevada a cabo por exportaciones de varios ejemplares de razas distintas dado el desconocimiento de estas por parte de los criadores extranjeros. La raza que principalmente se utiliza es el Kangal, y partiendo de este se hacen cruzas con razas como el Malakli, Akbash o el pastor boz. Por ese motivo los ejemplares son tan dispares, encontrándose algunos de pelo largo más cercanos al Akbash y otros de pelo corto, así como variaciones en alturas, pesos, colores etc.

## Historia
Perro Pastor de Anatolia es el nombre que se usó en los Estados Unidos principalmente para describir a los perros descendientes de los perros guardianes de ganado turcos regionales, en particular el Kangal pero también el Akbash, de finales de la década de 1960. En 1967, un teniente de la Marina de los Estados Unidos que estaba estacionado en Turquía, Robert Ballard, adquirió a dos ejemplares, Zorba y Peki, de criadores en la región de Ankara, Zorba era un perro de pelo largo de color pinto de características similares al Akbash y Peki un perro de pelo corto perra de color beige, similar al Kangal. A fines de la década de 1960, Ballard regresó a los Estados Unidos y se llevó a sus perros con él y en 1970 la pareja crio su primera camada, convirtiéndose en el stock base de la raza en los Estados Unidos, se formó rápidamente un club de razas y se importaron más ejemplares. En el desarrollo de la raza, los entusiastas estadounidenses actuaron sin comprender las variedades regionales turcas de perros pastores, con el resultado de que los perros estadounidenses podían criarse con diferentes longitudes de pelaje, colores y patrones de color, mientras que en Turquía las diferentes razas se reproducen más fielmente a un tipo de abrigo fijo y con las razas perfectamente definidas. Esto se vio agravado aún más por el hecho de que la mayoría de estos perros provienen de la zona intermedia entre los principales centros de cría de Akbash y Kangal, donde se pueden encontrar ejemplos de ambos tipos y cruces de ambos, o cruces con otras razas, como Aksaray malakli, Boz etc.
En los años siguientes, se desarrolló la animosidad entre los criadores estadounidenses, que insistían en que sus perros eran el verdadero perro de pastor turco, y los criadores turcos afirmaban que eran una amalgama de varias razas turcas. Se intercambiaron insultos con los criadores estadounidenses y los turcos afirmaban que los estadounidenses criaban perros cruzados. El nombre de Perro Pastor de Anatolia es desconocido en Turquía. 
Desde la década de 1980 el Anatolian se ha adaptado cada vez más a ese tipo de raza intentando hacerla más homogénea, a pesar de que los cachorros de apariencia mixta todavía son paridos y las autoridades turcas todavía se niegan a reconocer a los anatolianos como una raza turca de pura raza, de forma que la definen como un cruce de varias razas de perros pastores Turcos. 
El perro pastor de anatolia, por tanto, es el resultado del cruce de varias razas turcas, exportadas a los Estados Unidos, el resultado de estos cruces fue haciéndose más homogéneo hasta ser reconocida como raza por la FCI, aunque en Turquía el pastor de anatolia no existe como raza, si existen otras de las que se cree que se cruzaron para obtener al pastor de anatolia. Razas como el Kangal, el Aksaray Malakli, el Boz, el Akbash, son razas bien diferenciadas en sus países de origen, que han sido cruzadas por desconocimiento de estas, por criadores de otros países. Se cree que el anatolia procede principalmente del cruce del Akbash con el Kangal. La raza nueva como tal fue después exportada a otros países manteniendo el nombre dado por los americanos, Pastor de Anatolia.
Un gran problema para fomentar la cría del verdadero Kangal a través de la FCI viene dado porque esta federación considera que el Pastor de Anatolia es ya un representante de la raza, motivo por el que no registran a la raza como tal y motivo por el que muchos llaman al Anatolia erróneamente Kangal. Tema que ha enfrentado a criadores y federaciones Turcas con criadores y federaciones extranjeras. Alegando los Turcos que nadie como ellos son conocedores de sus razas y variedades dado que son originarias de Turquía.

## Características

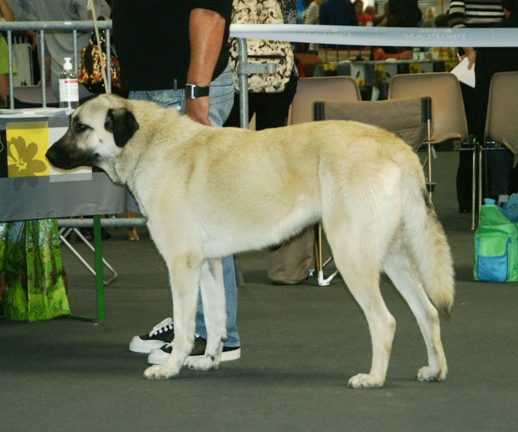
Pastor de Anatolia

### Apariencia
La Anatolia es una raza musculosa, con un cuello grueso y potente, cabeza ancha y cuerpo robusto. su labios están prietos en su hocico y sus orejas son triangulares y hacia abajo. El macho mide entre 80 y 100 cm de alto y la hembra entre 66 y 71 cm y pesan entre 70 y 90 kg, pero pueden superar los 100 kg de peso. 
El manto puede ser de varios colores pero el más común es el "sésamo", blanco crema y blanco con manchas de color que no cubren más del 30 % de su cuerpo (tipo Piebald). Estos colores pueden ir acompañadas por una máscara negra en la cara y/o las orejas. Tienen un manto doble de pelo rizoso que necesita ser cepillado una o dos veces al mes durante la época templada del año debido a la sudoración. Tienen un pelo muy duro en el cuello para proteger su garganta. Parecen más pesados de lo que son en realidad debido a su cuello grueso. Son perros de grandes costillares aunque con estómagos pequeños.
En cambio el Kangal es un perro más robusto, de hocico y cabeza cuadrados, con mayor tamaño y peso y una de las razas más antiguas y primitivas de perros que existen, al contrario que el Anatolia, que es una raza realmente nueva, de menor peso y tamaño y con una cabeza más pequeña y afilada. 

### Temperamento
El Anatolia se desarrolló para ser independiente y fuerte, responsable de la guardia y capaz de llevar a cabo las tareas por sí mismos, sin asistencia humana. Por esta razón, como perro de compañía debe ser socializado desde joven y tener compañía apropiada. Son inteligentes y aprenden rápido, pero pueden elegir no obedecer, no se trata de un perro para principiantes o amos con poca personalidad.
Son muy protectores de los demás animales existentes y los tratarán como a su rebaño.

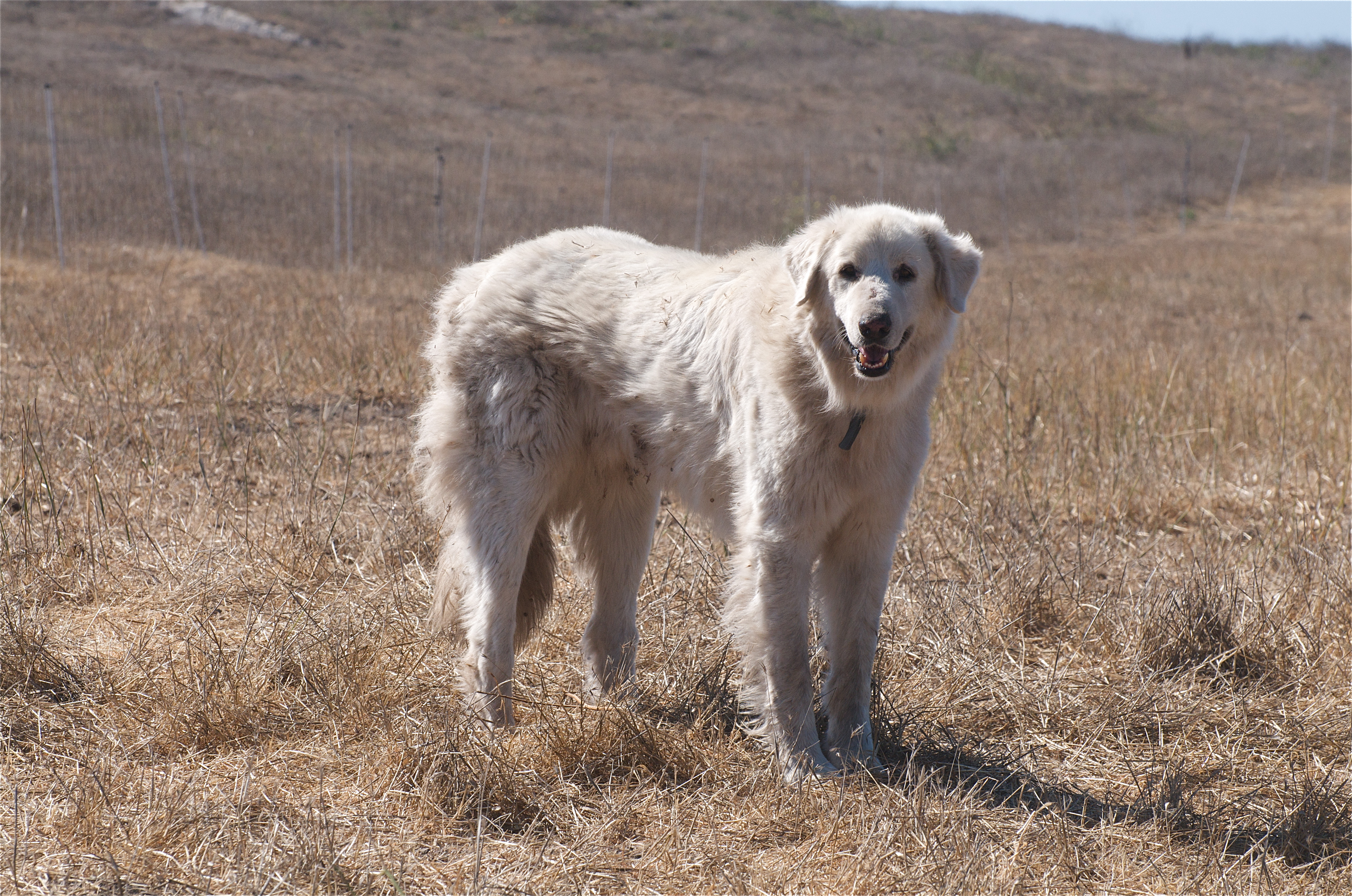
Akbash, raza turca utilizada para crear el pastor de Anatolia

También el carácter es totalmente distinto al Kangal, el Anatolian es un perro puramente ganadero, fácil de manipular y adiestrar, no presenta la misma desconfianza hacia los extraños que el Kangal, este último conserva un carácter primitivo, reacio a los extraños y muy apto para guarda y protección, aunque también más difícil de manejar.

## En la cultura popular
En la película Como perros y gatos y su posterior secuela, Cats & Dogs: The Revenge of Kitty Galore, aparece un Pastor de Anatolia llamado Buch.